# Clairis
La Clairis, parfois considérée à tort comme un affluent de la Cléry et donc sous-affluent du Loing, est le nom donné aux premiers kilomètres du cours de la Cléry.

## Géographie
Sur une longueur minimum de 7 à 10 km selon différentes références, la Clairis coule essentiellement dans le département de l'Yonne. Elle prend naissance aux Brouards sur la commune d'Égriselles-le-Bocage. Elle coule vers le sud et passe à Vernoy (Yonne) et Savigny-sur-Clairis. Elle devient la Cléry après ce bourg ; il semble généralement admis qu'elle devient la Cléry à ou après le bourg de Courtenay (Loiret), la commune qu'elle traverse après Savigny.
Il est clair que lorsque le cours d'eau passe à Savigny-sur-Clairis, il s'appelle encore la Clairis. 

Certaines références placent le changement de nom au passage de l'Yonne au Loiret (au pont d'Elvault). 

D'autres le placent quelque part entre Savigny et sa limite de commune, soit environ sur 2,1 km ; mais la même référence la nomme "la Clairie" sur environ 1,5 km immédiatement en amont de Courtenay, et à part cet intervalle la nomme "Clairis" depuis son arrivée sur la commune de Courtenay jusqu'à sa sortie de la commune de Saint-Loup-de-Gonois.
D'autres encore l'appellent "Clairis" sur tout son parcours.

## Affluents

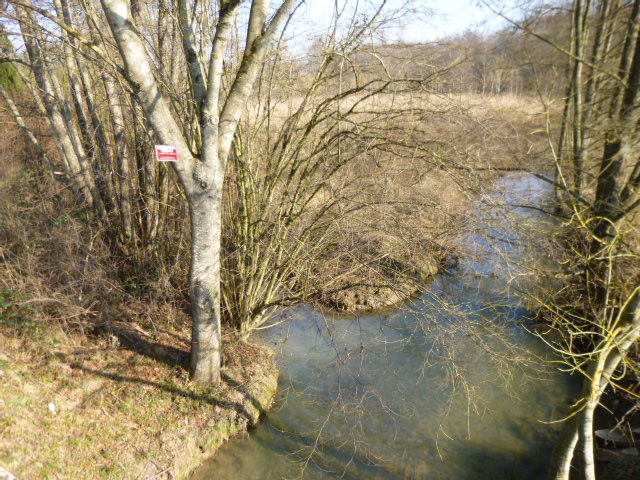
Ru de Piffonds juste avant sa confluence

Le Sandre donne comme fiche affluent « La Cléry (F4281001) », ce qui correspond au petit bras ouest de la Clairis, Clairie ou Cléry sur Courtenay, en amont du bourg et du Petit Moulin, le long de la D232 Courtenay-Sens. Sa longueur effective est d'environ 400 mètres. 
Autrement important, le « ru de Piffonds » tel qu'il est appelé localement, vient justement de Piffonds, soit presque 10 km de parcours. Difficile de déterminer le nom du cours d'eau dont ce ru est affluent, puisqu'il conflue moins de 100 m en aval du bras de rivière précédemment cité et donc dans la partie au nom incertain du cours d'eau. Quoi qu'il en soit, s'il est saisonnier sur pratiquement tout son parcours, le bassin versant du ru de Piffonds couvre des terres en très large majorité agricoles et sa présence impose des restrictions croissantes aux agriculteurs quant à l'emploi des phytosanitaires et autres agents de cultures. De plus il reçoit le ru de Bougis, naissant de la source du même nom qui est captée par la commune pour fournir une partie de l'eau potable de Courtenay.

## Pêche
La pêche y est réglementée. Voir l'association agréée pour la pêche et la protection du milieu aquatique « Les pêcheurs de la Clairis », basée à Courtenay.